# 光風台站 (千葉縣)
光風台站（日语：／ Kōfūdai eki */?）是位於千葉縣市原市中高根，屬於小湊鐵道的小湊鐵道線車站。也是小湊鐵道中最新建的車站—雖然距離開業日亦已相距近50年。
車站因應位於北方的「光風台團地」而設罝，站名也因團地及所屬的大字而命名，光風台團地的居民也是本站的主要客源，然而，車站卻是位於大字中高根的最東端，而中高根的民居集中地卻離本站接近3公里的距離。

## 車站構造

### 站房

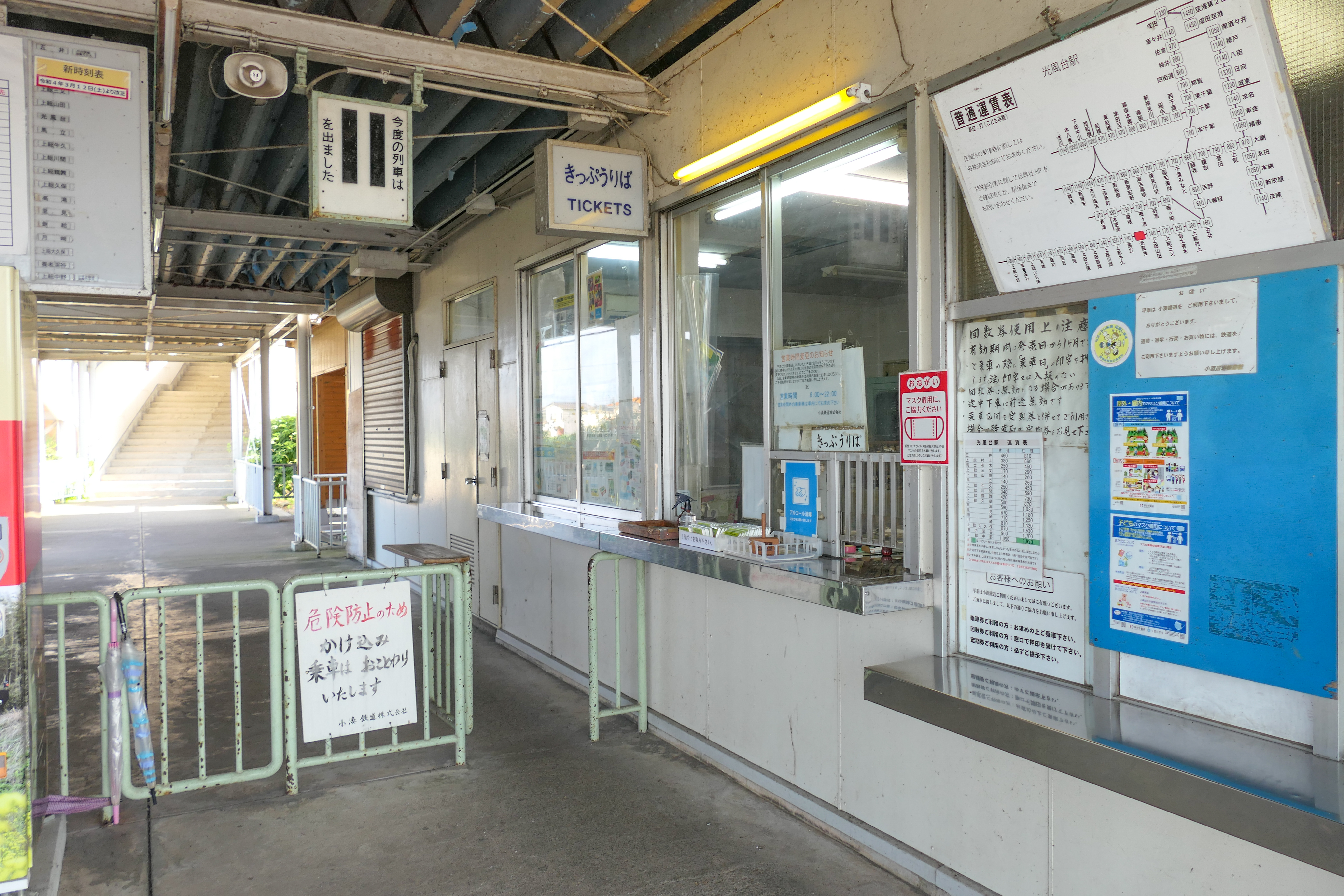
驗票口 (2022年7月)

以木板建成的單層站房一座。車站入口位於中央，左側為候車室，由鐵架和大面積的的玻璃窗所搭成；右側為站務室及售票窗口，前方為驗票口。候車室後方原為洗手間，2015年左右，因應在站務室後方新建成了一座男、女獨立使用的洗手間後，原有洗手間便停用，但並未有將其圍封。車站外設有投幣式電話亭、郵筒及一座自助拍照機；而在候車室外側，於2022年9月增設了千葉興業銀行的自動櫃員機，用以代替同月結業、位於車站北邊約120米的光風台分行（該建築物已於2023年初被拆卸）。
本站雖然使用人數較多，但並未有設置自動售票機，因此在職員駐守的時間以外，乘客需要透過列車上的車掌進行票務事宜。

### 月台

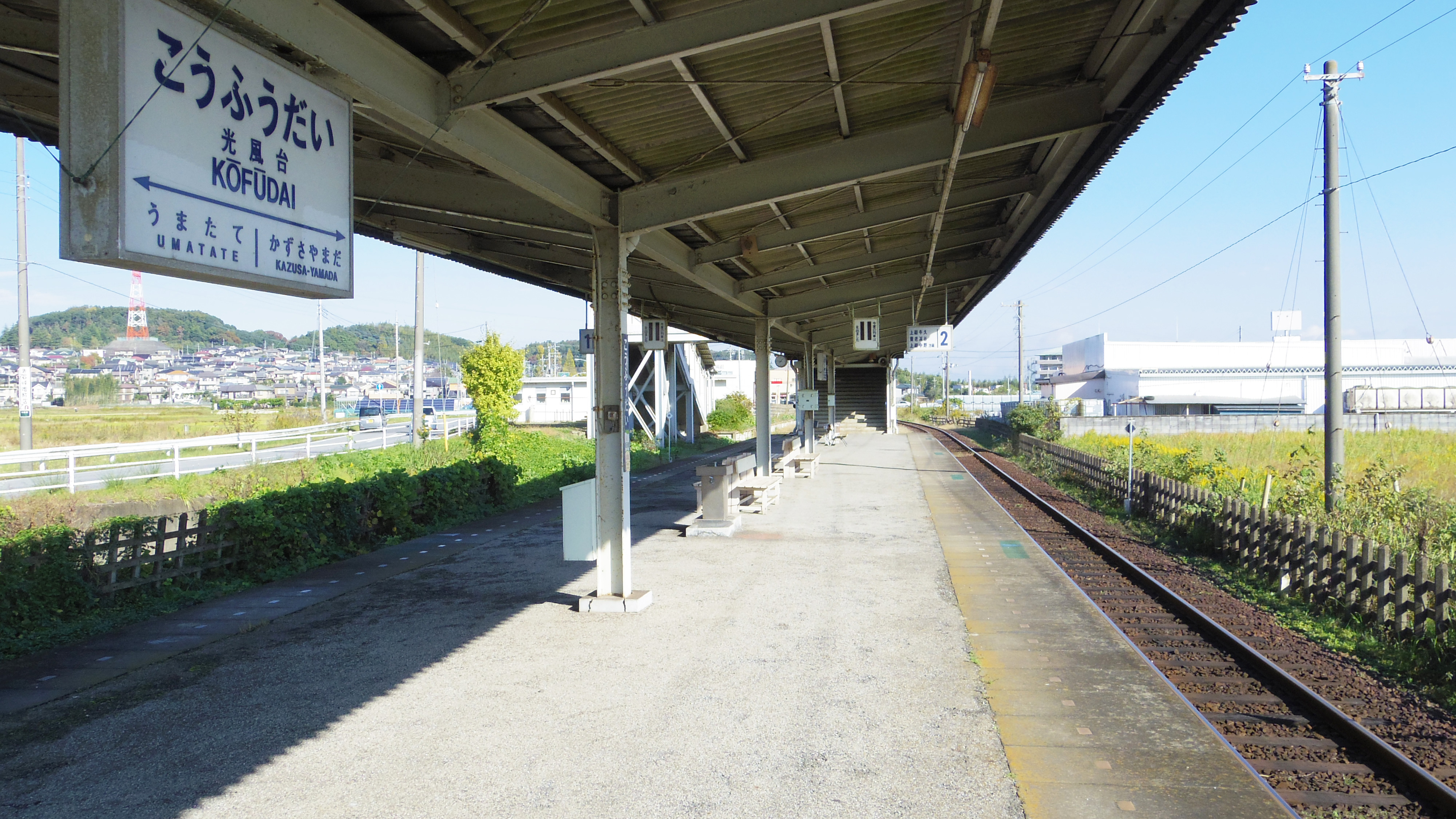
月台 (2015年11月)

設有1面2線的島式月台，長度約為90公尺，有效長度為4輛。當中上行路軌為主軌道，下行路軌為避線。站房與月台之間透過行人天橋連接，並橫越上行的路軌。由天橋口起約60米的範圍均附有上蓋。本站月台相比其他車站較寬，而月台站牌亦有別於其他車站、均栽在月台上，而是採用了懸掛式。本站也是除五井站及上總牛久站以外，月台上採用號碼標示的車站。線內其他設有多於一個月台的車站，乃仍以「上行」、「下行」；甚至是不標示的方式處理。然而，月台上的設施卻十分簡單，除了設置了三張候車長櫈及飲水器外，便沒有其他的設施，就連一般月台上常見的飲品售賣機也沒有放置。
本站也是小湊鐵道線內唯一設有進站廣播的車站。
| 月台 | 路線        | 方向                                   |
| ---- | ----------- | -------------------------------------- |
| 1    | ■小湊鐵道線 | 五井方向                               |
| 2    | ■小湊鐵道線 | 上總牛久、里見、養老溪谷、上總中野方向 |

## 歷史
- 1976年12月23日：此站啟用。附近由於建設光風台團地（日语：光風台団地）因此建設此站。為小湊鐵道線中最新車站。
- 2016年12月23日：為了慶祝車站啟用40周年。招募了車站啟用後至1988年前的車站與周邊相片。在12月16日至翌年1月15日於車站大堂中展出了「回憶攝影展」[2]。

## 使用狀況
雖然近年均有持續下跌的趨勢，但本站是仍是全線第三最多人使用的車站。以下為乘車人次變化列表：
| 乘車人次變化 | 乘車人次變化     | 乘車人次變化 |
| 年度         | 1日平均 乘車人次 | 參考資料     |
| ------------ | ---------------- | ------------ |
| 2007         | 494              | [ 統計 1 ]   |
| 2008         | 493              | [ 統計 2 ]   |
| 2009         | 484              | [ 統計 3 ]   |
| 2010         | 448              | [ 統計 4 ]   |
| 2011         | 416              | [ 統計 5 ]   |
| 2012         | 410              | [ 統計 6 ]   |
| 2013         | 406              | [ 統計 7 ]   |
| 2014         | 371              | [ 統計 8 ]   |
| 2015         | 356              | [ 統計 9 ]   |
| 2016         | 343              | [ 統計 10 ]  |
| 2017         | 335              | [ 統計 11 ]  |
| 2018         | 319              | [ 統計 12 ]  |
| 2019         | 322              | [ 統計 13 ]  |
| 2020         | 235              | [ 統計 14 ]  |
| 2021         | 257              | [ 統計 15 ]  |
| 2022         | 226              | [ 統計 16 ]  |

## 相鄰車站
小湊鐵道
■小湊鐵道線
■房總里山Torocco、□觀光急行1,4,11,12號
通過
■普通
上總山田－光風台－馬立

## 軼事
2021年11月，為配合「房總里山藝術節 市原Art×Mix2020＋」，於行人天橋的最高處，掛上了由俄羅斯藝術家里歐尼·堤胥可夫（Leonid Tishkov）的製作的六邊形夜光燈「流星 或許是用作祈願的車站」（流れ星 願いを占う駅），作為他為藝術節而在小湊鐵路沿線車站擺放的「尋找七個月亮的旅程」（7つの月を探す旅）的其中一個展品。本來作者原意是設計一顆多邊形的立體星，並放置在候車室內，但最後卻更改成為此。

### 統計資料
1. ↑  千葉縣統計年鑑（平成20年） （页面存档备份，存于）（日語）
2. ↑  千葉縣統計年鑑（平成21年） （页面存档备份，存于）（日語）
3. ↑  千葉縣統計年鑑（平成22年） （页面存档备份，存于）（日語）
4. ↑  千葉縣統計年鑑（平成23年） （页面存档备份，存于）（日語）
5. ↑  千葉縣統計年鑑（平成24年） （页面存档备份，存于）（日語）
6. ↑  千葉縣統計年鑑（平成25年） （页面存档备份，存于）（日語）
7. ↑  千葉縣統計年鑑（平成26年） （页面存档备份，存于）（日語）
8. ↑  千葉縣統計年鑑（平成27年） （页面存档备份，存于）（日語）
9. ↑  千葉縣統計年鑑（平成28年） （页面存档备份，存于）（日語）
10. ↑  千葉縣統計年鑑（平成29年） （页面存档备份，存于）（日語）
11. ↑  千葉縣統計年鑑（平成30年） （页面存档备份，存于）（日語）
12. ↑  千葉縣統計年鑑（令和元年） （页面存档备份，存于）（日語）
13. ↑  .   [2025-04-12]. （原始内容存档于2023-07-25）.
14. ↑  千葉縣統計年鑑（令和3年），11 運輸・通信—111民鉄等駅別1日平均運輸状況（2020(令和2)年度）
15. ↑  千葉縣統計年鑑（令和4年），11 運輸・通信—111民鉄等駅別1日平均運輸状況（2021(令和3)年度）
16. ↑  .   [2025-04-12]. （原始内容存档于2025-01-27）.

## 外部連結
- 小湊鐵道光風台站 （页面存档备份，存于）（日語）